# Acroporium laevifolium
Acroporium laevifolium är en bladmossart som beskrevs av Brotherus 1925. Acroporium laevifolium ingår i släktet Acroporium och familjen Sematophyllaceae. Inga underarter finns listade i Catalogue of Life.